# Dryopteris × benedictii
Dryopteris × benedictii là một loài dương xỉ trong họ Dryopteridaceae. Loài này được Wherry mô tả khoa học đầu tiên năm 1961.